# Boksjön, Uppland
Boksjön är en sjö i Norrtälje kommun i Uppland och ingår i Skeboåns huvudavrinningsområde. Sjön har en area på 0,207 kvadratkilometer och ligger 18,1 meter över havet.

## Delavrinningsområde
Boksjön ingår i det delavrinningsområde (665970-164681) som SMHI kallar för Utloppet av Aspdalssjön. Medelhöjden är 20 meter över havet och ytan är 20,66 kvadratkilometer. Räknas de 8 avrinningsområdena uppströms in blir den ackumulerade arean 208,21 kvadratkilometer. Avrinningsområdets utflöde Skeboån (Framån) mynnar i havet. Avrinningsområdet består mestadels av skog (83 procent). Avrinningsområdet har 1,26 kvadratkilometer vattenytor vilket ger det en sjöprocent på 6,1 procent.